# Упсала
Упсала (швед. Uppsala) је четврти по величини и значају град у Шведској, у источном делу државе. Град је у оквиру истоименог Упсалског округа и његово је управно седиште и највећи град. Упсала је истовремено и седиште истоимене општине.
У Упсали постоји најстарији универзитет у Скандинавији - Универзитет у Упсали, основан 1477. године. Упсала је такође средиште Шведске цркве. Овде се налази Катедрала у Упсали.

## Природни услови
Град Упсала се налази у источном делу Шведске и Скандинавског полуострва. Од главног града државе, Стокхолма, град је удаљен 70 км северно.
Рељеф: Упсала се развила у унутрашњости Скандинавског полуострва, брежуљкастој области Упланда. Подручје града је равничарско до бреговито, а надморска висина се креће 15-50 м. Најнижи део града је био изразито мочварних одлика.
Клима у Упсали је континентална са утицајем мора и крајњих огранака Голфске струје. Стога су зиме блаже, а лета свежија у односу на дату географску ширину.
Воде: Упсала се образовала у унутрашњости, а Балтичко море је удаљено око 70 км ка истоку. Град лежи на реци Фирис, која дели град на западни и источни део. Око града има низ малих језера.

## Историја
Подручје Упсале било је насељено још у време праисторије. Верује се да је током раног средњег века овде било седиште паганске вере (Упсалски храм) тадашњих Нордијаца, предака данашњих Швеђана.
Прво стално насеље на датом подручју спомиње се 1164. године, када се ту успоставља бискупија. Оно се налази неколико километра северније, док је на месту данашњег града било пристаниште бискупије. Значај трговине и каснији пожари довели су до премештања седишта на данашње место 1274. године. Данашња саборна црква посвећена је 1435. године. 1477. године основан је и универзитет, најстарији у Скандинавији.
Од друге половине 19. века, и након доласка железнице, Упсала је прошла значајну индустријализацију и пратећи пораст популације.

## Становништво
Упсала је четврти град по величини у Шведској. Град има око 140.000 становника (податак из 2010. г.), а градско подручје, тј. истоимена општина има око 201.000 становника (податак из 2012. г.). Последњих деценија број становника у граду брзо расте.
До средине 20. века Упсалу су насељавали искључиво етнички Швеђани. Међутим, са јачањем усељавања у Шведску, становништво града је постало шароликије.

## Привреда
Данас је Упсала савремени град са посебно развијеном индустријом, мада је њен значаја мањи него у случају других шведских градова сличне величине. Посебно је значајна индустрија заснована на биотехнологијама. Последње две деценије посебно се развијају трговина, услуге и туризам. Велики послодавац је и сам Универзитет у Упсали.

## Знаменитости
Упсала поседује за шведске прилике богато и добро очувано старо градско језгро. Од појединачних грађевина посебно се издвајају:
- Градска саборна црква, грађена од 13. века, једна од највиших цркава у Европи (119 м),
- Густавијанум - ректорат Универзитета у Упсали, из 1625,
- Читалиште Универзитета у Упсали (Carolina Rediviva), највеће читалиште у држави,
- Упсалски замак, из 16. века.

## Галерија
- Снимак Упсале из ваздуха
- Стари део Упсале
- Градска саборна црква
- Упсалски замак
- Густавијанум, ректорат Универзитета у Упсали
- Читалиште Универзитета у Упсали (Carolina Rediviva)
- Градска банка
- Градска железничка станица